# Handwerkerehre

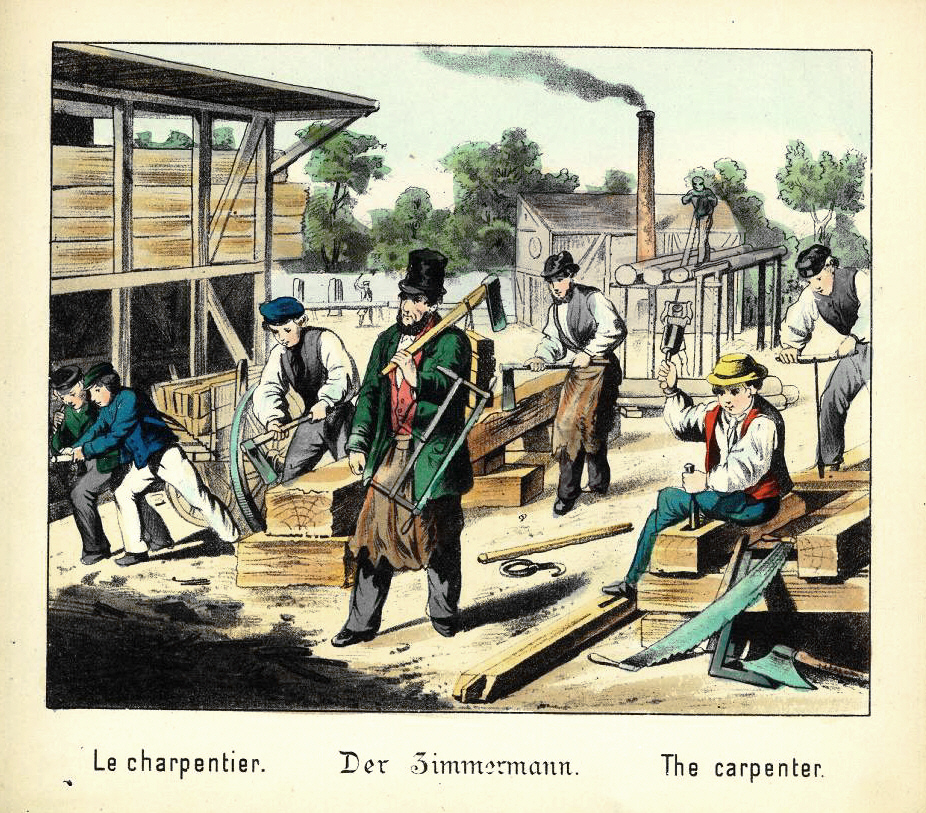
Der Zimmermann (anonymer Künstler)

Die Handwerkerehre ist eine Form des Ehrenkodex und steht für Zuverlässigkeit, Vertrauen, Qualität und Ausbildungssicherung, sowie auch für Werte wie Fleiß, Beständigkeit, Hingabe und Treue innerhalb der Ausübung eines Handwerks. Konkrete Beispiele sind etwa die Maurerehre, die Tischlerehre oder die Steinmetzehre.

## Verknüpfung von Moral und Beruf
Nach Werner Danckert (1963) verlangten die Zünfte (ständische Körperschaft von Handwerkern) moralische Makellosigkeit als Aufnahmebedingung. Seinen Lehrbrief gewonnen zu haben, bedeutete auch, dass der Meister vor dem versammelten Gewerk bekundete, der Lehrling habe sich redlich, fromm und treu sowie gottesfürchtig und ehrliebend gezeigt.

## Die Ehrbarkeit
Der Begriff der „Ehrbarkeit“ ist im traditionellen Handwerk weit verbreitet, man spricht auch vom „ehrbaren Handwerk“, und dem „ehrbaren Meister und Gesellen“. Innerhalb der traditionellen Gesellenorganisationen wird alles, was zur offiziellen Ausstattung gehört, weitgehend mit dem Titel „ehrbar“ bedacht. Der Begriff wurde auch auf ein Kleidungsstück der Kluft übertragen: die Ehrbarkeit. Sie besteht aus einem gehäkelten, schmalen Stoffband und wird im Gegensatz zur Krawatte oder dem Binder nicht geknotet, sondern um den ersten Knopf der Staude geschlungen und mit einer Nadel (oft mit dem Zunftzeichen des zugehörigen Handwerks) festgesteckt. Um sich gegen Ende des 19. Jahrhunderts unter den vielen Vagabunden und Gaunern als ehrliche Wandergesellen zu erkennen zu geben, trugen diese die Ehrbarkeit als Zeichen der Rechtschaffenheit. Das große Bedürfnis, sich als „ehrbar“ oder „rechtschaffen“ darzustellen, entstammt der Notwendigkeit für den Handwerker, in der Öffentlichkeit als „ehrbar“ wahrgenommen zu werden. Zum einen ist es bei der Arbeit oft notwendig, in den persönlichen Bereich des Kunden einzudringen. Zum anderen muss der Kunde dem Handwerker soweit vertrauen, dass er ihm den Auftrag erteilt und ihm anschließend die oft beträchtlichen Zahlungsbeträge aushändigt, unter Umständen, ohne die Ordnungsmäßigkeit der Arbeit bereits abschätzen zu können.
Heutzutage gibt es folgende verschiedenfarbige Ehrbarkeiten: Schwarz wird von den Rechtschaffenen Fremden getragen, blau von den Rolandsbrüdern, rot von den Fremden Freiheitsbrüdern und die graue von den Gesellen des Freien Begegnungsschachts. Bei allen diesen Schächten ist gleich, dass in der Ehrbarkeit eine goldene Nadel mit dem Handwerkswappen des jeweiligen Berufsstandes steckt. Die Freien Vogtländer Deutschlands tragen anstelle der Ehrbarkeit eine goldene Nadel mit dem FVD-Symbol in der kragenlosen Staude.

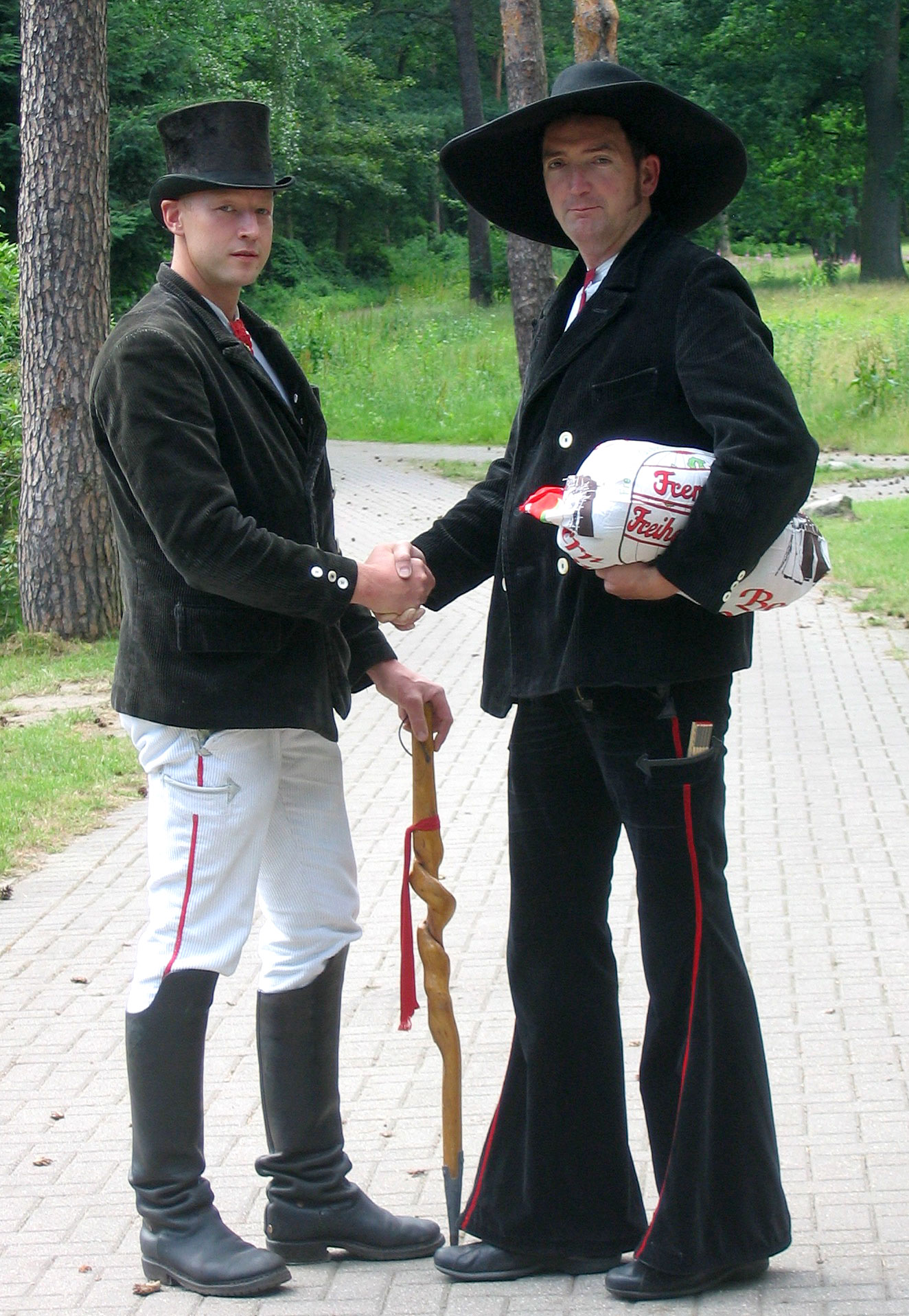
Fremde Freiheitsbrüder mit roter Ehrbarkeit

Auch für den reisenden Gesellen war (und ist) es ein beachtlicher Vorteil, in der Öffentlichkeit als „ehrbar“ wahrgenommen zu werden, da er als Reisender oft auf Hilfe angewiesen ist. Aus diesem Grund achten traditionell reisende Handwerker bis heute noch darauf, dass keiner von ihrer Gruppe z. B. mit Schulden abreist. So stellt sich doch immer wieder die Situation, in einer anderen Stadt Arbeit aufzunehmen und für Logis und Essen erst einmal nicht bezahlen zu können. Werden die reisenden Gesellen als ehrlich und zuverlässig wahrgenommen, stellt es für die Wirtsleute und Logisgeber (heutzutage z. B. oft Wohngemeinschaften) kein Problem dar, sich darauf einzulassen. Denn sie haben die Erfahrung gemacht, dass spätestens bei der Abreise des betreffenden Gesellen alles bezahlt ist.

## Qualität der Arbeit
Über seine eigene gute Arbeit kann der Handwerker sein Selbstbewusstsein und Selbstwert entwickeln. Auf diese Weise identifiziert er sich mit seiner Arbeit, und indem er seiner Arbeit treu ist, ist er auch sich selbst treu.
Zur Wahrung der Qualität der handwerklichen Arbeit kannten die meisten handwerklichen Zünfte die sogenannte „Schau“ für die Überwachung und Prüfung der handwerklichen Produkte. Auf der Grundlage bestimmter Qualitätsmerkmale für den jeweiligen Arbeitsbereich wurde sie von bestellten Schaumeistern oder Altmeistern durchgeführt. Im Hinblick auf die Qualitätswahrung enthielten die Zunftordnungen z. B. Verbote zur betrügerischen Verwendung minderwertiger Materialien.

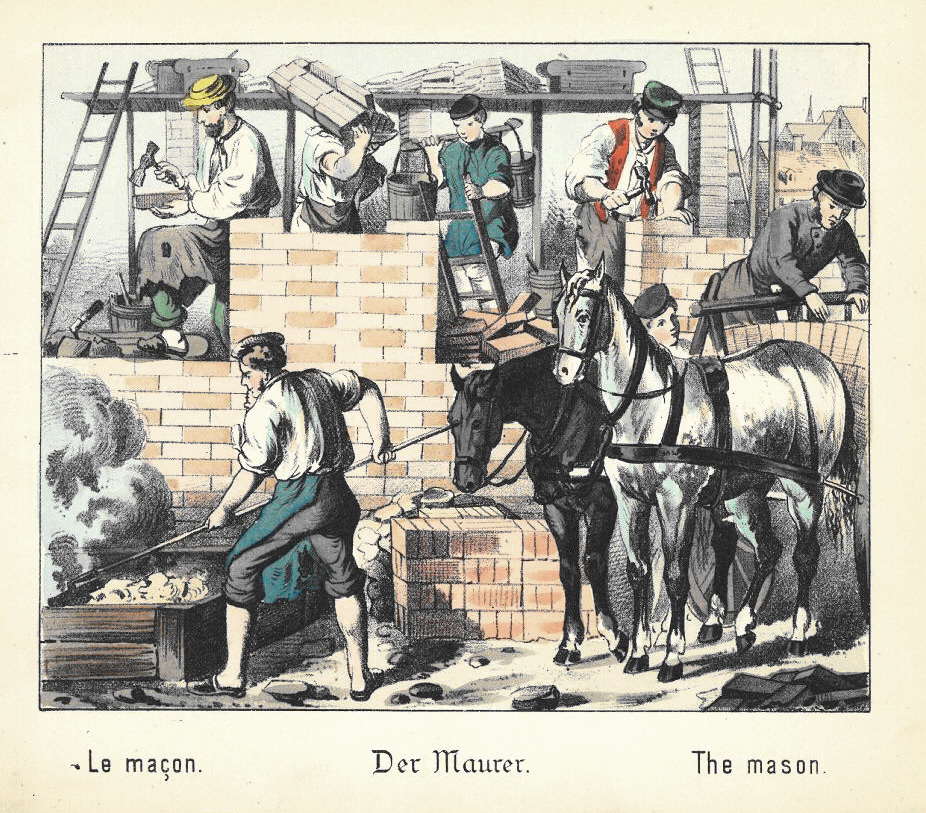
Der Maurer (anonymer Künstler, um 1880)

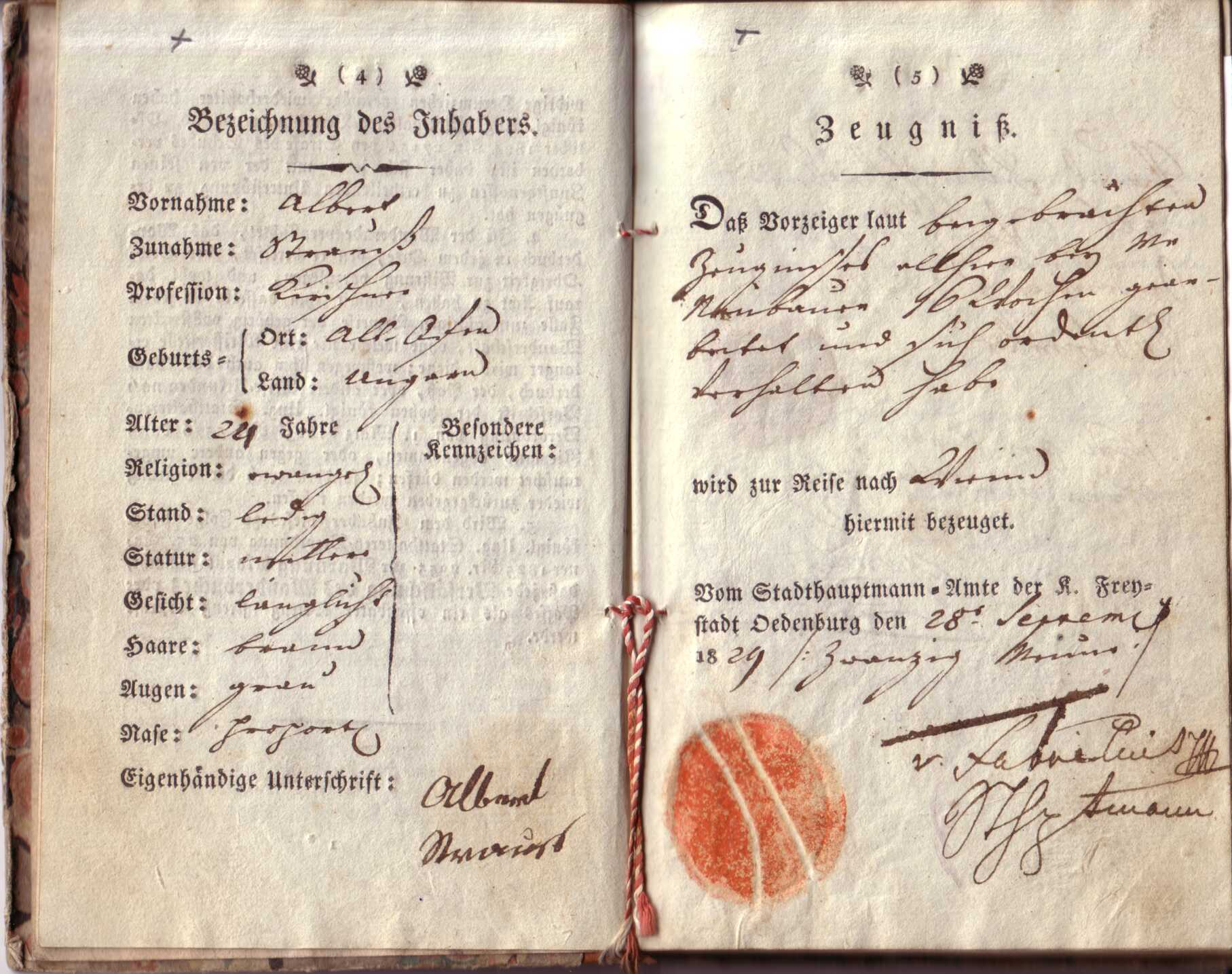
Wanderbuch des Kürschners Albert Strauß, 1816

## Geschichtliche Entwicklung
Unter dem Einfluss von zeitalter- und kulturbedingten Lebensumständen haben die Ehre des Handwerksberufes sowie die Handwerkerkultur und das Handwerkerselbstverständnis einen Wandel durchlaufen.
Möglicherweise stellt sich innerhalb des Konkurrenzkampfes der heutigen Zeit die Frage, ob die Qualität der ausgeführten Arbeit in einen Bezug zum Ausbildungsstand zu setzen sei. Ein fachlich höher qualifizierter Handwerker könnte einen höheren Preis für seine Arbeit verlangen, das ermöglichte ihm, seine Arbeit mit Sorgfalt und entsprechend seiner Handwerkerehre zu leisten, weil er dann ausreichend Zeit dafür hätte.
Fredmund Malik (2007) führt diese Sichtweise weiter aus und definiert klare Regeln zum Handwerkmanagement. Er schreibt der Gestaltung von Teamarbeit, dem Treffen von Personalentscheidungen und z. B. dem Erfassen einer Gehaltsstruktur großes Gewicht zu. Dieses Instrumentarium sei nötig, um der Handwerkerehre gerecht zu werden, dem Kunden Professionalität zu liefern, und werde z. B. in einem BWL-Studium nicht vermittelt.